# Biserica de lemn din Brașca
Biserica de lemn „Sfinții Arhangheli Mihail și Gavriil” din Brașca este un lăcaș de cult ortodox construit în anul 1808 în satul Stroiești, strămutat în anul 1833 în satul Humoreni și apoi, în 1892, în satul Brașca din comuna Ilișești aflată în județul Suceava. Edificiul religios se află localizat în cimitirul satului și are hramul Sfinții Arhangheli Mihail și Gavriil, sărbătorit la data de 8 noiembrie.
Biserica de lemn din Brașca nu a fost inclusă pe Lista monumentelor istorice din județul Suceava.

## Istoricul bisericii
Biserica de lemn din Brașca a fost construită în anul 1808, fără a se cunoaște locul inițial unde a fost amplasată. Potrivit informațiilor din Cronica Parohiei Humoreni, consemnate de cercetătorii Gh. Bratiloveanu și Mihai Spânu, această biserică ar fi fost înălțată inițial în satul Stulpicani.
Informațiile care atestă că biserica ar fi provenit din Stulpicani sunt contrazise de cercetătoarea Ioana Panait-Cristache care afirmă că biserica aceasta ar fi ctitoria stăpânilor moșiei Stroiești, care au înzestrat-o cu bunuri și după mutarea ei la Humoreni. Pe un Triodion se află următoarea inscripție: „Această carte numită Triodion este dăruită de stăpânitorii moșiei din satul Stroiești, Nicolae Popovici, bisericii din satul Liudi Humorului, unde se prăznuiește hramul Sf. Arhangheli Mihail și Gavril spre vecinica pomenire în anul 1837”. Conform cronicii parohiei Humoreni, această biserică a fost mutată în satul Brașca, unde se află și în prezent.
Oricare ar fi însă locul de proveniență a bisericii este cert că această biserică ar fi fost donată în anul 1833 credincioșilor ortodocși din satul Humoreni. Până la mijlocul secolului al XVIII-lea, actuala localitate Humoreni a făcut parte din satul Comănești, ea fiind atestată în mai multe documente din epocă sub numele de Liuzi și Ludi Homorului. Într-un document austriac din 15 ianuarie 1782, călugărul Pahomie de la Mănăstirea Humor declară că mănăstirea sus-menționată stăpânea printre altele jumătate din satul Comănești, zis și „Ludie-Humora”. Ca urmare a creșterii numerice a locuitorilor satului, aici a fost adusă o biserică de lemn din satul Stroiești.
Această biserică de lemn a fost mutată în anul 1892 în satul Brașca (aflat în apropiere de Humoreni). În locul ei, credincioșii ortodocși din satul Humoreni au primit ca donație biserica de lemn cu hramul Sfântul Nicolae din satul Pârteștii de Jos, care era în funcțiune în anul 1775 în satul Pârtești, ea fiind construită înainte de ocuparea nordului Moldovei (Bucovinei) de către Imperiul Habsburgic. Această datare a bisericii pe la mijlocul secolului al XVIII-lea este susținută și de prezența câtorva cărți vechi românești în inventarul parohiei. După aducerea acesteia la Humoreni, i s-a schimbat hramul în cel al Sfinților Arhangheli Mihail și Gavriil, ca și al bisericii anterioare.
Până la aducerea bisericii de lemn în Brașca, credincioșii ortodocși din acest sat erau arondați Parohiei Ilișești. După aducerea bisericii s-a înființat o parohie proprie la Brașca. În anul 1907 slujea aici ca paroh preotul George Abager, născut în 1867, preot din 1895. Cantor al bisericii era Alexandru Teleagă, născut în 1858 și angajat din 1893.
După cum se precizează în „Anuarul Mitropoliei Bucovinei pe anul 1937”, Biserica „Sfinții Arhangheli Mihail și Gavriil” din Brașca avea o casă pentru expozit parohial din lemn, o sesie parohială de 12 hectare, o sesie a cântărețului de 3 hectare și o sesie a ponomarului de 1 hectar. Parohia avea în îngrijire spirituală 188 familii cu 657 credincioși. În acel an, comunitatea ortodoxă din Brașca era păstorită de preotul expozit parohial Octavian Burac (născut în 1910). După cum se observă dintr-o fotografie publicată în acel anuar, biserica avea numai trei încăperi: pronaos, naos și altar și era acoperită cu draniță.
Bisericii i-a fost adăugat ulterior un pridvor în partea de vest. De asemenea, învelitoarea din draniță a acoperișului a fost înlocuită cu una din tablă galvanizată. În anul 1953 biserica a fost resfințită de Partenie Ciopron, delegat al Mitropoliei Moldovei și Sucevei.
Biserica de lemn din Brașca a intrat în atenția presei în mai 2004 când dintr-o icoană a Maicii Domnului, veche de peste 300 de ani (după cum susținea soția unui fost pălimar), a început să curgă mir. Acest fenomen a fost observat pentru prima dată la 9 mai 2004 de către o bătrână de 68 de ani, Veronica Pop, care a arătat și altor femei lacrimile curse din ochii Maicii Domnului și apoi l-au anunțat pe preotul paroh Viorel Rusu. Acesta a șters lacrimile cu un prosop, dar lacrimile au apărut la loc după o oră. Vestea că icoana Maicii Domnului din biserica de lemn din Brașca a început să lăcrimeze s-a răspândit repede, lăcașul de cult devenind un adevărat loc de pelerinaj, unde au venit și credincioșii din satele aflate în apropiere (Stroiești, Ilișești și Bălăceana), precum și din zona Dornelor sau din localitățile de munte ale județului Suceava. Preotul paroh Viorel Rusu a afirmat că el crede că „acest semn a venit să ne întărească în credință, mai ales că în zilele noastre prozelitismul este în floare, sectanții lovesc cel mai adesea în icoane, pentru că spun despre noi că ne închinăm unor chipuri cioplite”, adăugând că o femeie din satul Bălăceana i-a spus că a visat cu câteva săptămâni înainte că au venit la ea doi bărbați care i-au spus să meargă la biserica din Brașca, pentru că este acolo o icoană făcătoare de minuni, care plânge și îi va vindeca vederea.
În imediata apropiere a bisericii de lemn, înspre vest, se află un turn clopotniță din lemn.
Biserica de lemn din Brașca are dimensiuni foarte mici, neavând strane, ci doar două băncuțe de lemn, lipite de perete și acoperite cu țoale donate de săteni. Ca urmare a faptului că bisericuța devenise cu timpul neîncăpătoare pentru locuitorii satului Brașca, la mică distanță de ea, înspre nord, s-a început în anul 2006 construcția unei biserici noi, din cărămidă.

## Arhitectura bisericii
Biserica de lemn din Brașca este construită în totalitate din bârne de stejar. Ea se sprijină pe un soclu din piatră de râu. Pentru a proteja edificiul de intemperii, pereții din bârne au fost placați cu scânduri vopsite în culoarea portocalie. Edificiul are un acoperiș din tablă zincată, cu o turlă octogonală deasupra naosului.
Monumentul are formă de navă, cu absida altarului pentagonală decroșată față de restul corpului construcției. Lăcașul de cult este prevăzut cu două uși: una pe latura de vest și alta în peretele sudic al pronaosului.
În interior, biserica este împărțită în patru încăperi: pridvor, pronaos, naos și altar. Pridvorul bisericii a fost adăugat ulterior. Pereții interiori și bolta bisericii au fost tencuiți. Altarul are o absidă decroșată de formă pentagonală, iar în decroșurile de nord și de sud se află proscomidiarul și diaconiconul.

## Imagini

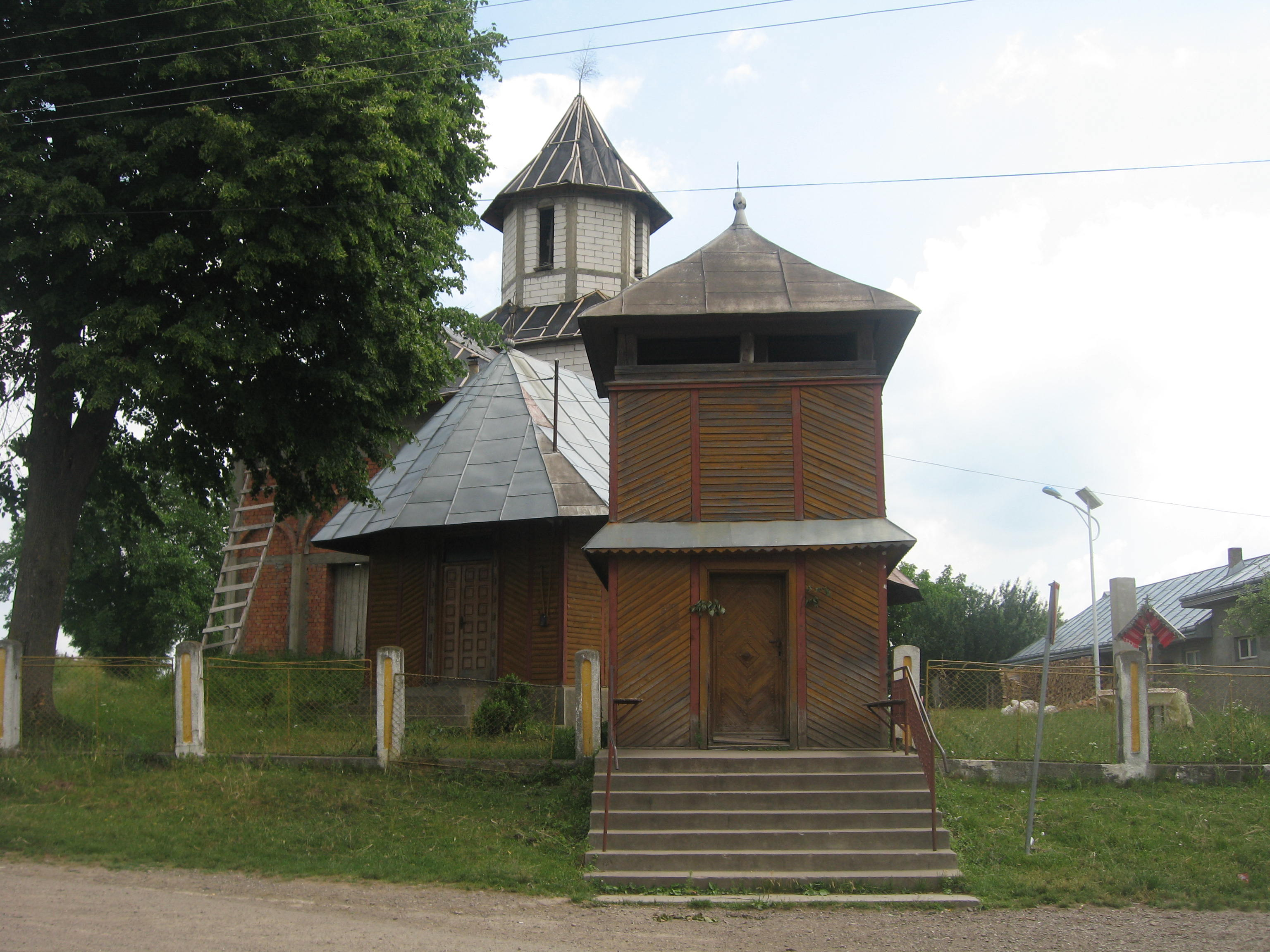
Biserica de lemn și turnul clopotniță
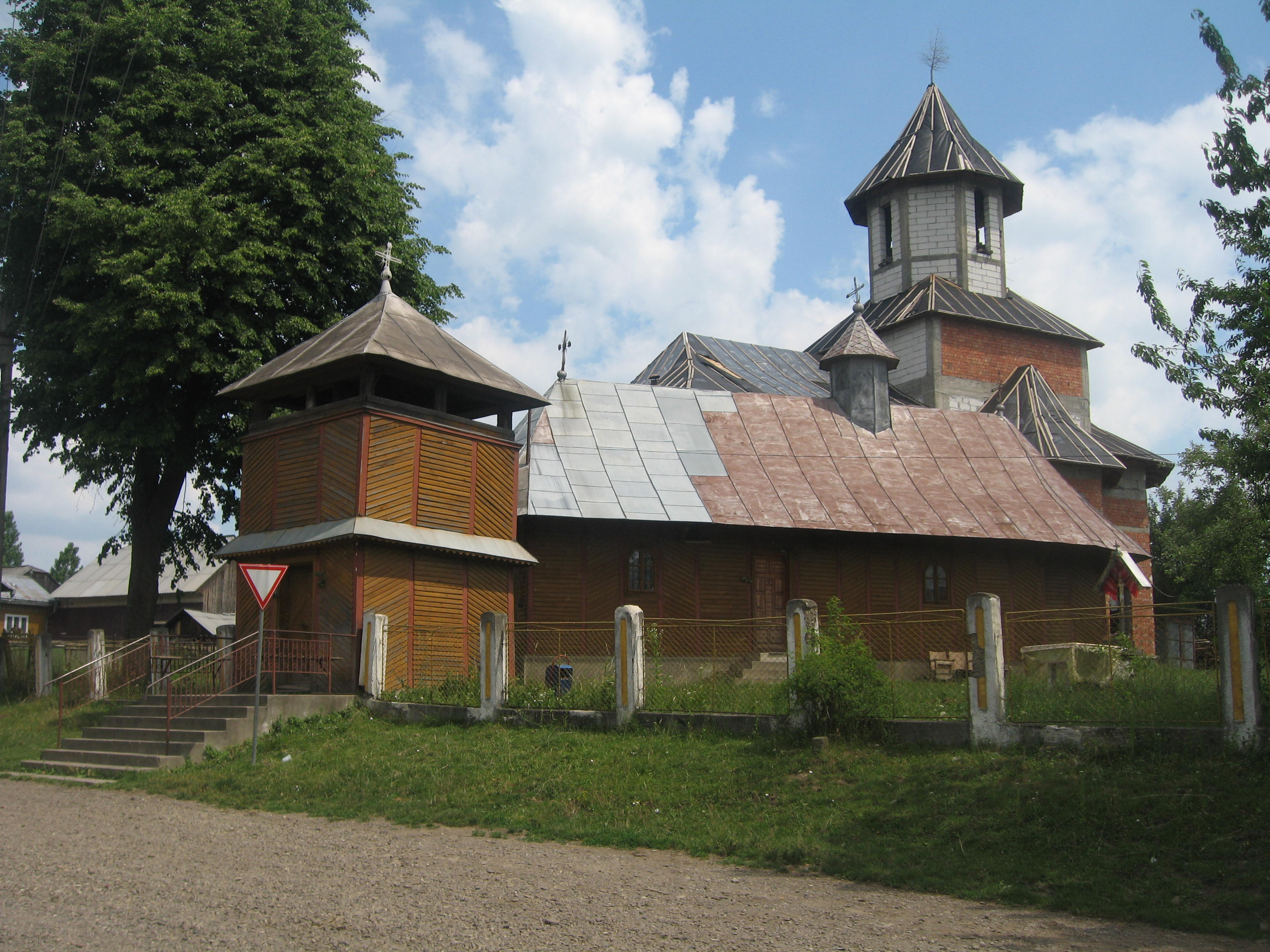
Biserica de lemn și turnul clopotniță
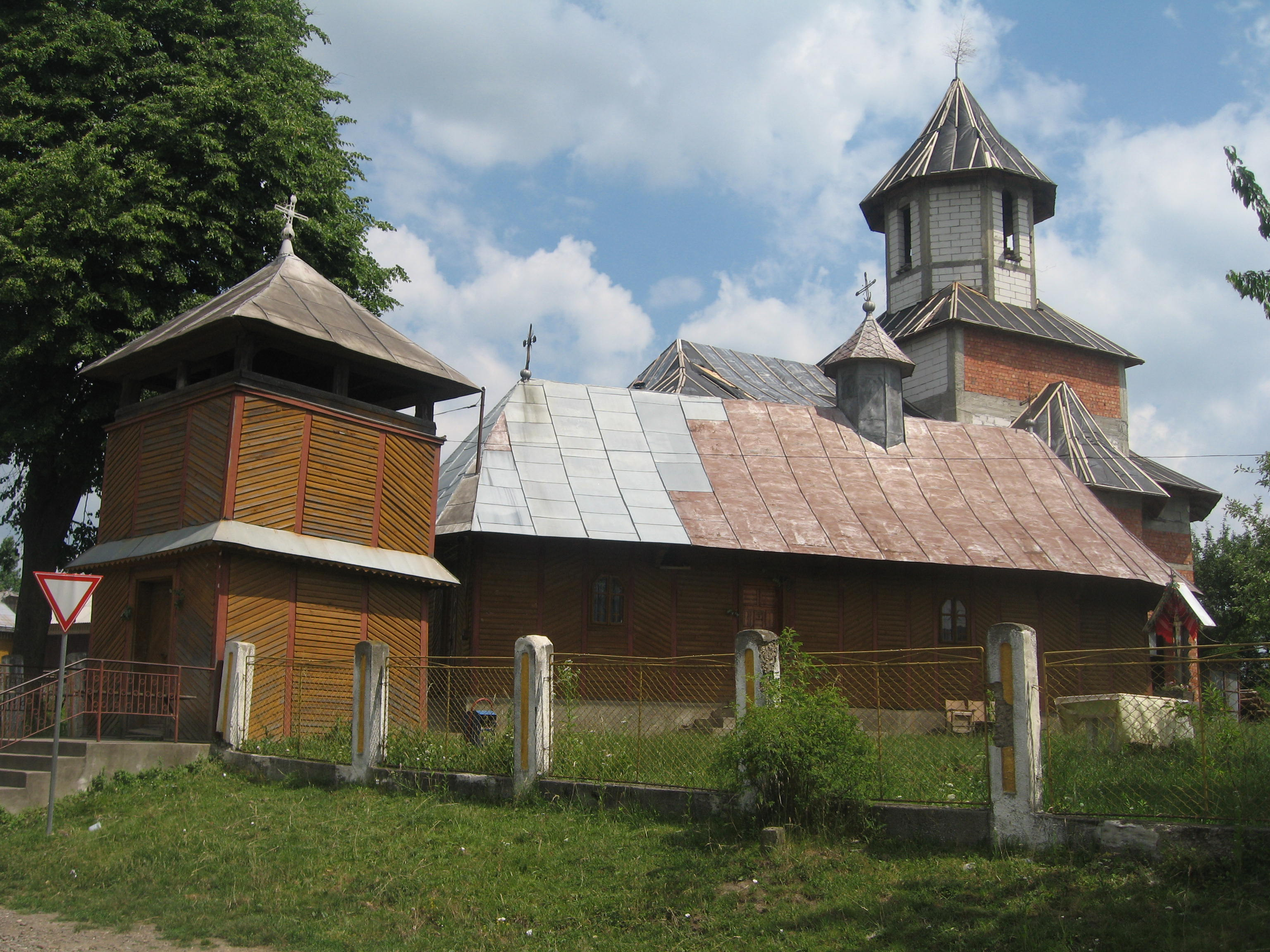
Biserica de lemn și turnul clopotniță
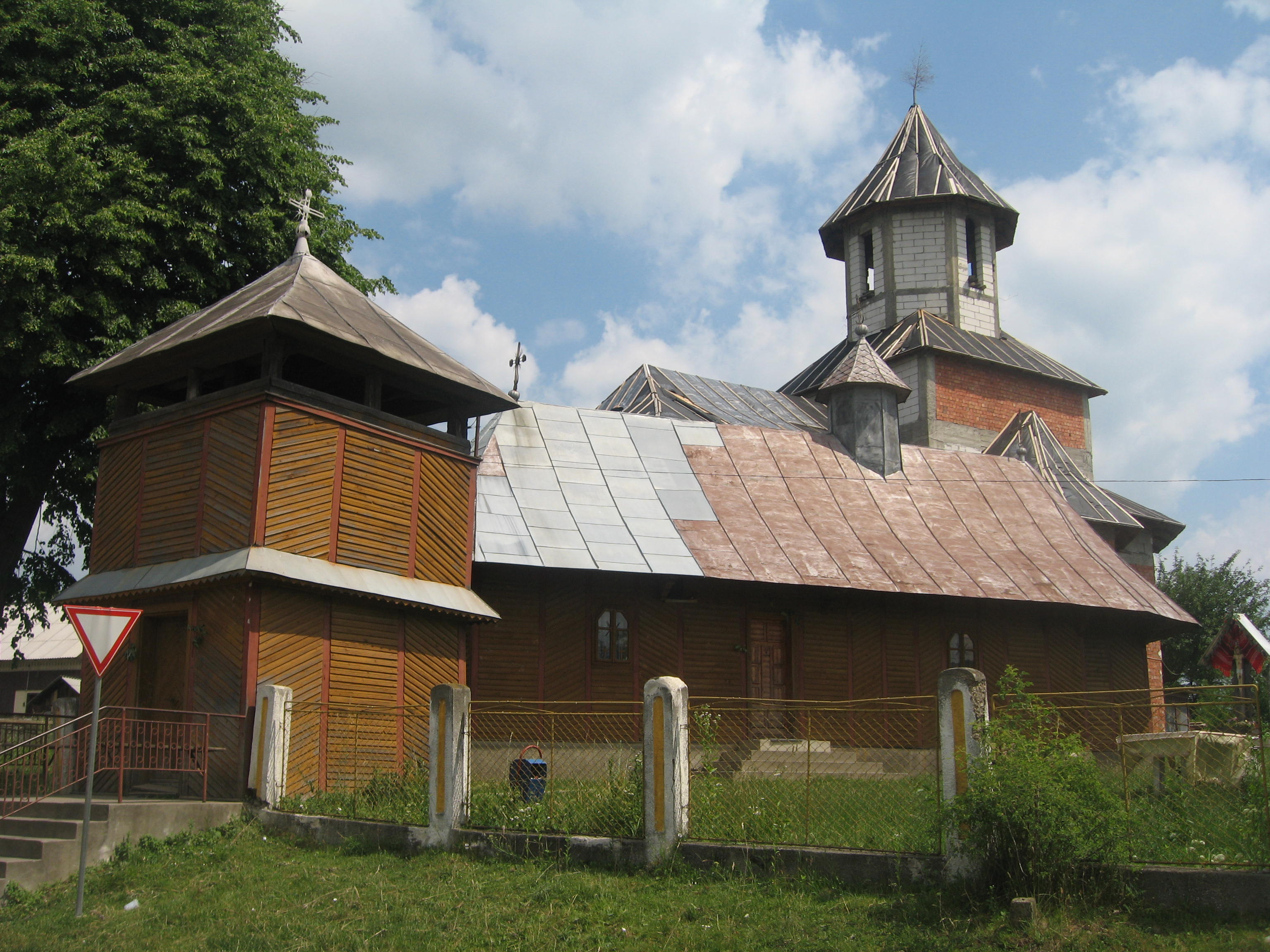
Biserica de lemn și turnul clopotniță
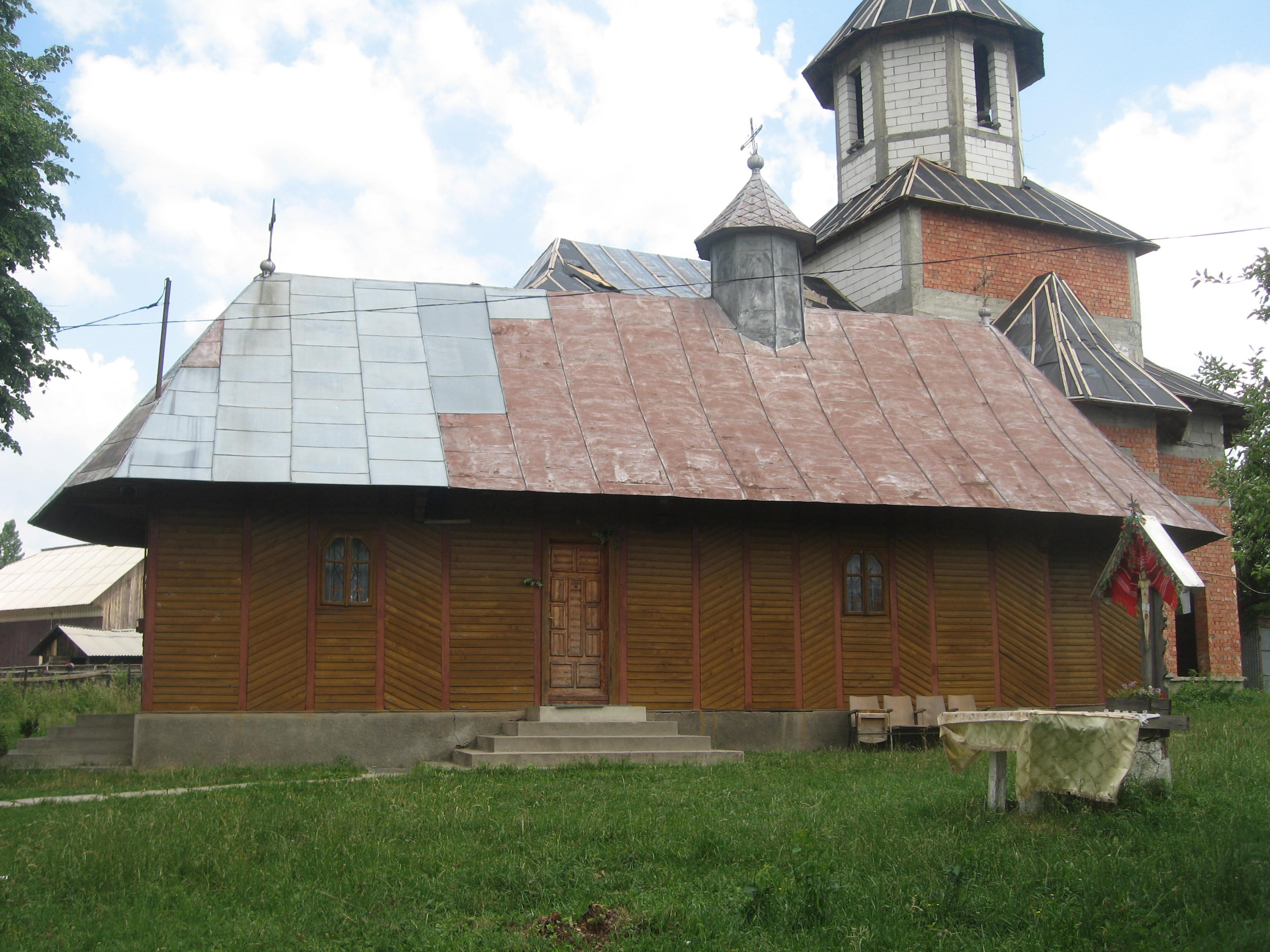
Biserica pe latura sudică
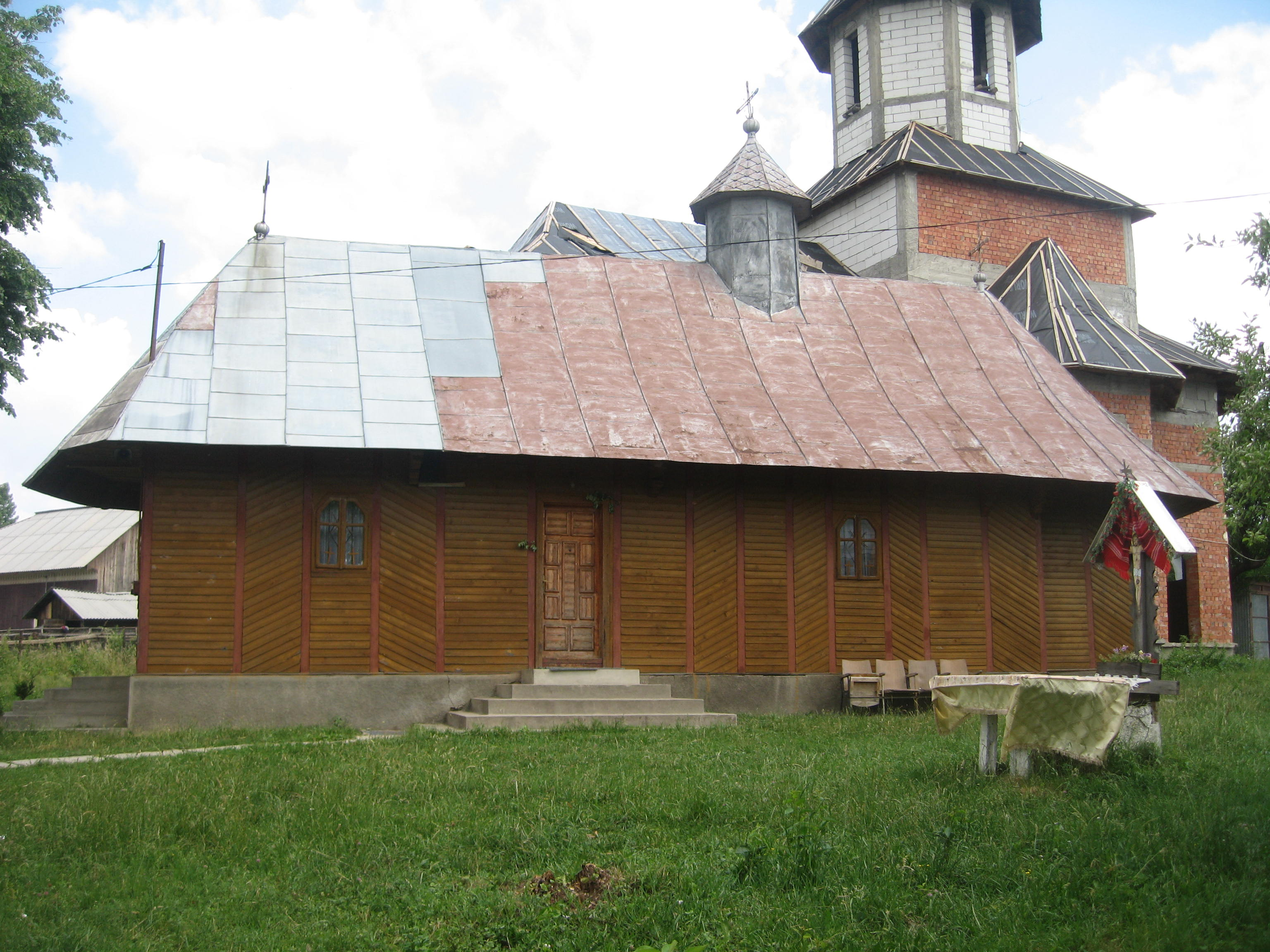
Biserica pe latura sudică
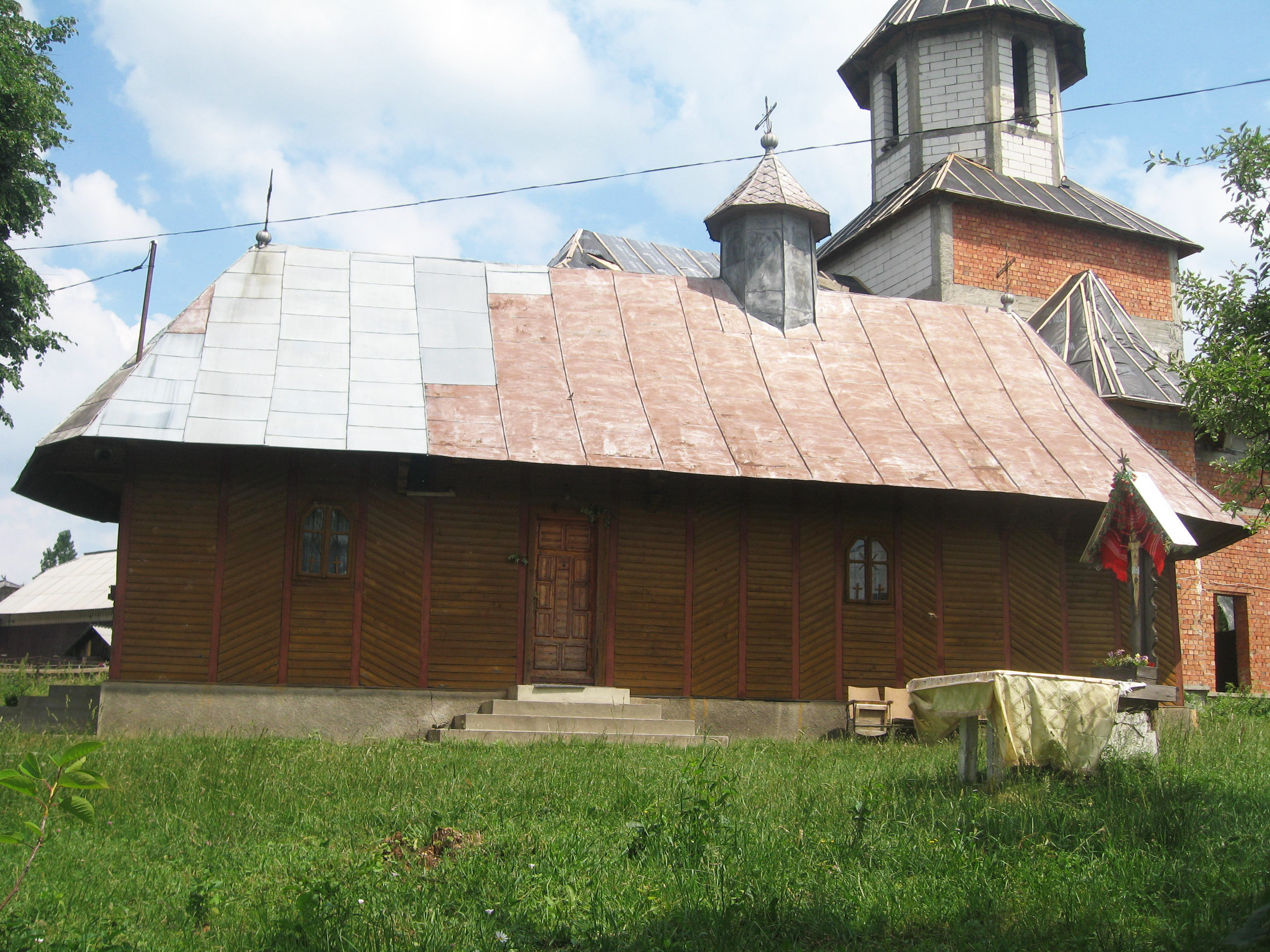
Biserica pe latura sudică
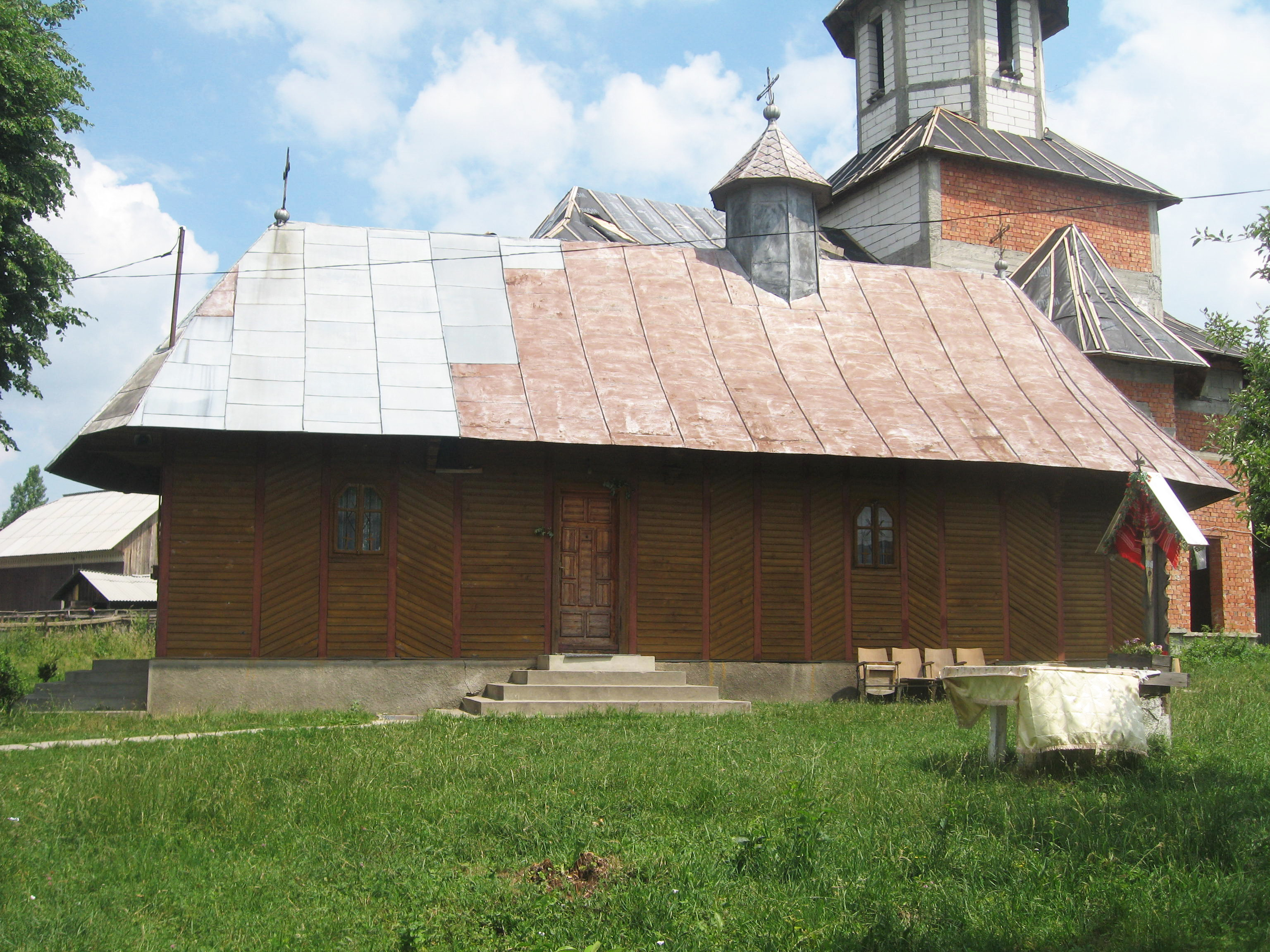
Biserica pe latura sudică
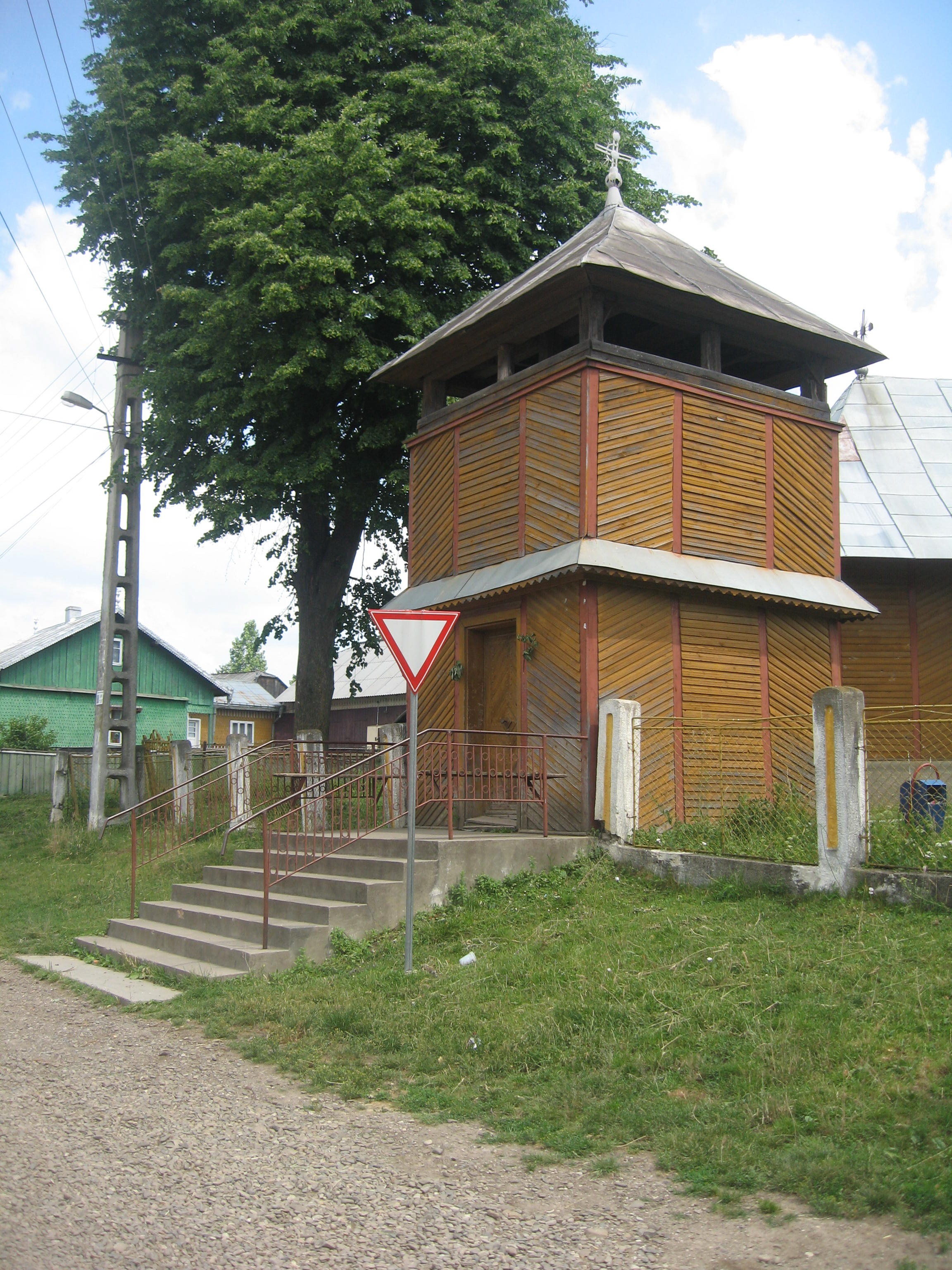
Turnul clopotniță
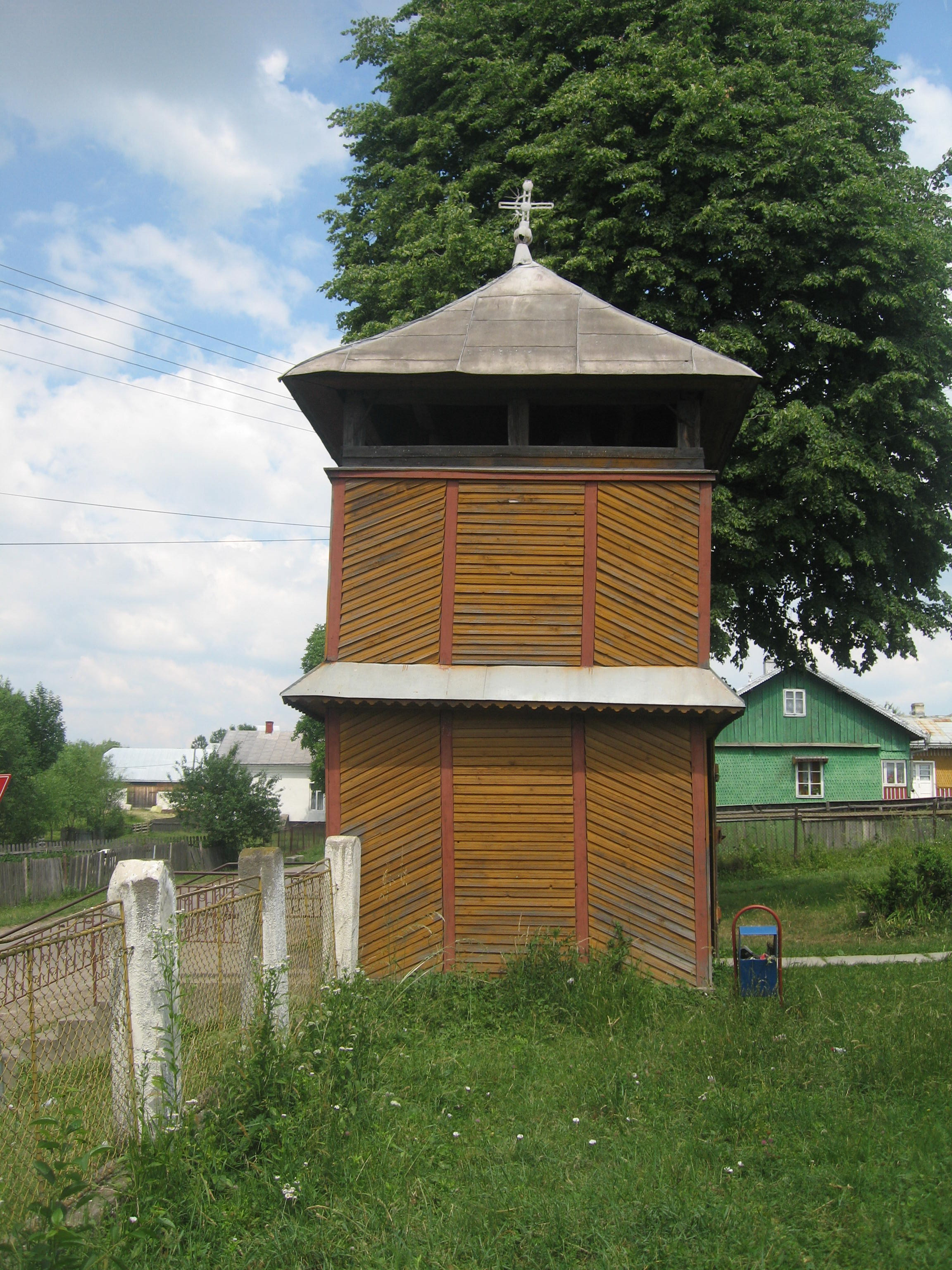
Turnul clopotniță